# Александар Каждан
Александар Петрович Каждан (рус. Алекса́ндр Петро́вич Кажда́н; Москва 3. септембар 1922 - Вашингтон, 29. мај 1997) био је совјетско-амерички византолог. Био је главни и одговорни уредник тротомног речника о византологији познатог као "Оксфордска историја Византије" (The Oxford Dictionary of Byzantium).

## Биографија
Рођен је у Москви 3. септембра 1922. године. Школовао се на Педагошком институту у Уфи и Универзитету у Москви. Студирао је заједно са Евгенијем Косминским, стручњаком за енглеску средњовековну историју. Каждан је написао дисертацију о аграрној историји позног Византијског царства која је објављена 1952. године (Agrarnye otnosheniya v Vizantii XIII-XIV vv). 
Упркос великом угледу у својој области, Каждан је током Стаљинове владавине приморан да прихвати положај провинцијског учитеља (у Иванову 1947-9. и Тули 1949-1952). Након Стаљинове смрти (1953), Каждан је ангажован од стране колеџа у Великије Луки. Обезбедио је 1956. године место у Институту за историју Совјетске академије наука где је остао до 1978. године. Каждан је био изузетно плодан научник и током свог боравка у Совјетском Савезу је објавио преко 500 књига, чланака и критика. Његове публикације допринеле су порасту угледа руске византологије. Каждан је писао и о Јерменима који су чинили елиту у Византијском царству током средњовизантијског периода.
Кажданов син, математичар Дејвид је 1975. године емигрирао у Сједињене Америчке Државе где је прихватио место на Универзитету Харвард. Породица због тога трпи последице у Совјетском Савезу. Александрова супруга отпуштена је из издавачке куће у којој је радила, а њени радови су цензурисани. Александар и Мусја су 1978. године напустили Совјетски Савет. Добили су визу за имиграцију у Израел, а након три године су се преселили у Сједињене Америчке Државе. Фебруара 1979. године стигли су у Думбартон Оукс, центар за византијске студије у Вашингтону. Каждан је био на положају вишег научног сарадника све до своје смрти. Умро је у Вашингтону 1997. године. Није успео да доврши монументални рад о историји византијске књижевности. Први том овог рада обухвата период од 650. до 850. године. Објављен је 1999. године.

## Одабрана дела
- Kazhdan, Alexander; Constable, Giles (1982). People and Power in Byzantium: An Introduction to Modern Byzantine Studies. Washington: Dumbarton Oaks Center for Byzantines Studies.
- Kazhdan, Alexander; Wharton-Epstein, Ann (1985). Change in Byzantine Culture in the Eleventh and Twelfth Centuries. Berkeley: University of California Press.
- Kazhdan, Alexander, ур. (1991). The Oxford Dictionary of Byzantium. 1. New York: Oxford University Press. (Aaro-Eski)
- Kazhdan, Alexander, ур. (1991). The Oxford Dictionary of Byzantium. 2. New York: Oxford University Press. (Esot-Nika)
- Kazhdan, Alexander, ур. (1991). The Oxford Dictionary of Byzantium. 3. New York: Oxford University Press. (Nyke-Zygo)